# Allegra Coleman
Allegra Coleman era un celebridad ficticia por la escritora Martha Sherrill para los propósitos de un artículo de revista engañoso. La modelo Ali Larter retrató a la modelo imaginaria presentada por Sherrill, la cual apareció en Esquire (noviembre de 1996).

## Historia
En una parodia de perfiles de celebridades, el artículo describió la función de Coleman una próxima película con Woody Allen, su tempestuosa relación con David Schwimmer (incluyendo un escándalo que implicaba fotografías desnudas presuntamente tomadas por paparazzis) y su amistad con Deepak Chopra. El bulo fue revelado por el editor de Esquire Edward Kosner en una nota de prensa a las cadenas de noticias.
Sherrill más tarde escribió una novela satírica bajo la vida de Hollywood que presentaba Allegra Coleman como carácter prominente. La novela, Mi Última Estrella de Película, fue publicado por Penguin Random House Grupo Editorial en 2003.

## Reacción
A pesar de que la respuesta al asunto era quizás menos enérgico de lo que los editores de la revista podrían haber esperado, dado que el artículo era, en esencia, un truco de publicidad, el artículo escrito sobre su nuevo estatus de "It Girl" incitó llamadas de estudios y cazatalentos ansiosos de ofrecer sus guiones. Algunas respuestas se centraron en la ética del asunto; los amigos de Schwimmer fueron informados para negar la invasión de la intimidad implicada en utilizar la fama del actor. Escribiendo en Salon, David Futrelle comentó que el asunto parecía mirar atrás al apogeo de Esquire de mediados de la década de los años 60. Un escritor en suck.com señaló que la sátira de Coleman era indiferenciable esencialmente de la carrera normal de una celebridad.
El incidente hizo que la carrera interpretativa de Ali Larter diese un salto, y acudió a muchos espectáculos de televisión, películas (Una Rubia Muy Legal, Destino Final) y el papel de Niki Sanders en Héroes, de la NBC.